# Ithycythara muricoides
Ithycythara muricoides é uma espécie de gastrópode do gênero Ithycythara, pertencente a família Mangeliidae.